# Edgars Bergs
Edgars Bergs (15 de septiembre de 1984) es un deportista letón que compitió en atletismo adaptado. Ganó cuatro medallas en los Juegos Paralímpicos de Verano entre los años 2004 y 2016.

## Palmarés internacional
| Juegos Paralímpicos | Juegos Paralímpicos     | Juegos Paralímpicos | Juegos Paralímpicos |
| Año                 | Lugar                   | Medalla             | Prueba              |
| ------------------- | ----------------------- | ------------------- | ------------------- |
| 2004                | Atenas (Grecia)         | Medalla de plata    | Peso F35            |
| 2004                | Atenas (Grecia)         | Medalla de bronce   | Disco F35           |
| 2008                | Pekín (China)           | Medalla de plata    | Peso F35/36         |
| 2016                | Río de Janeiro (Brasil) | Medalla de bronce   | Peso F35            |